# Campylorhynchus
Campylorhynchus là một chi chim trong họ Họ Tiêu liêu.

## Hình ảnh

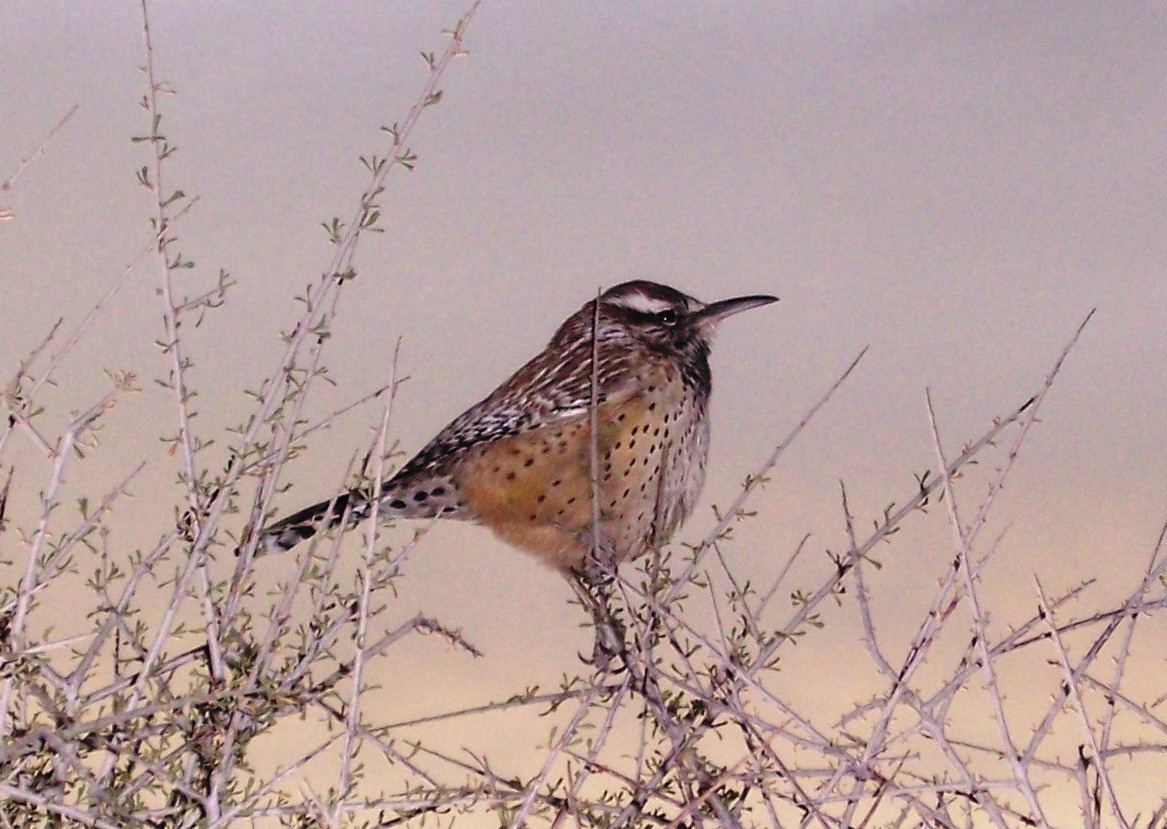
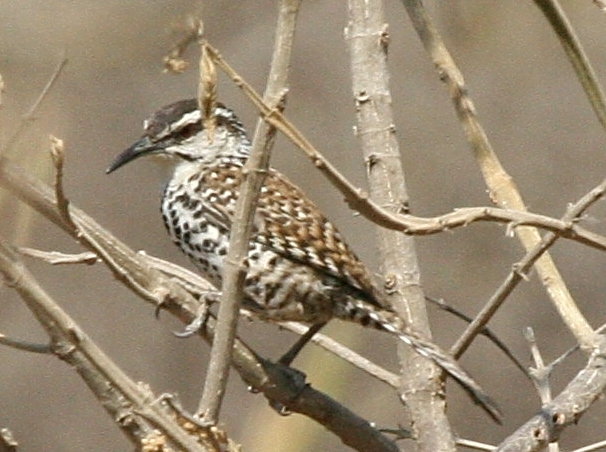
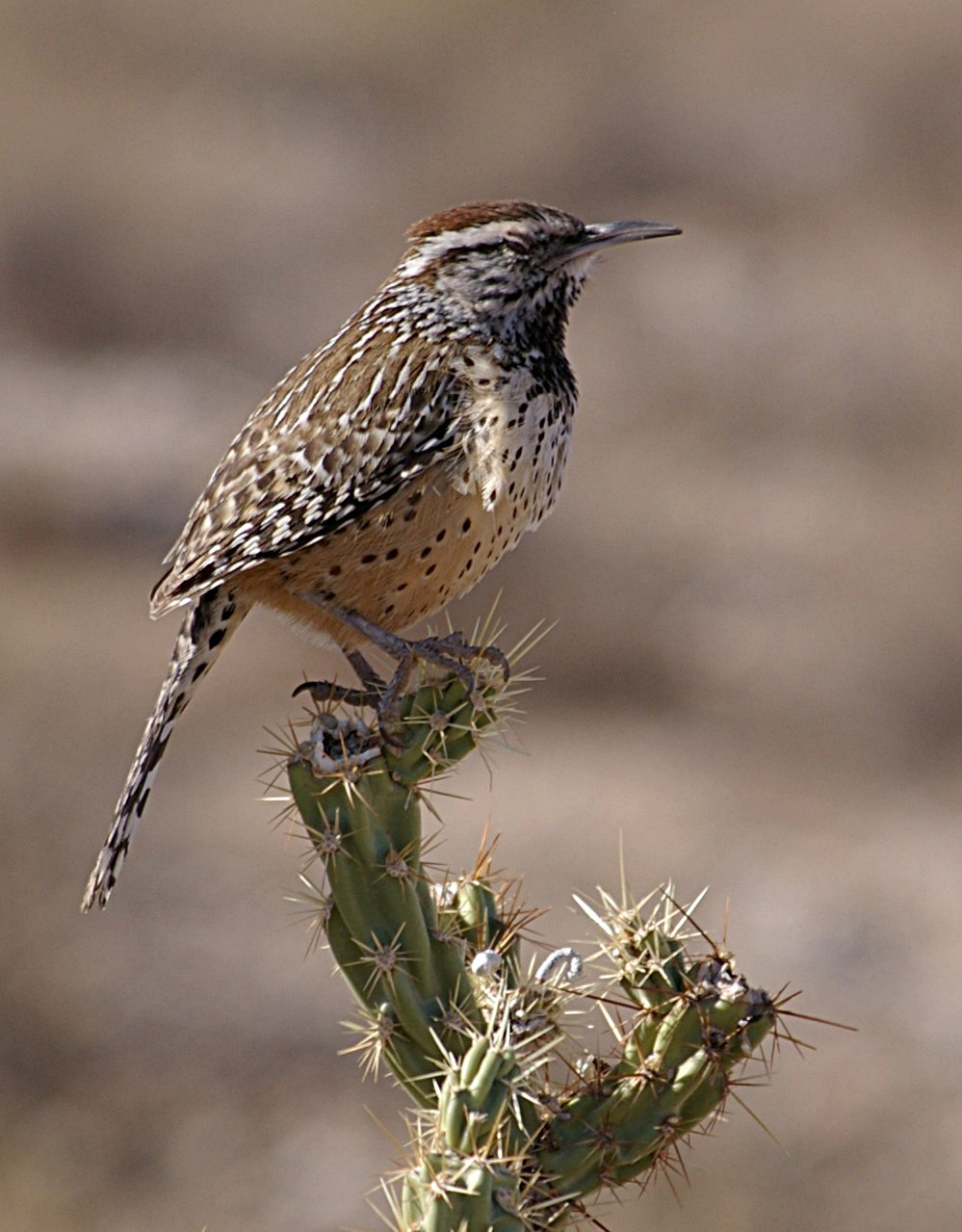
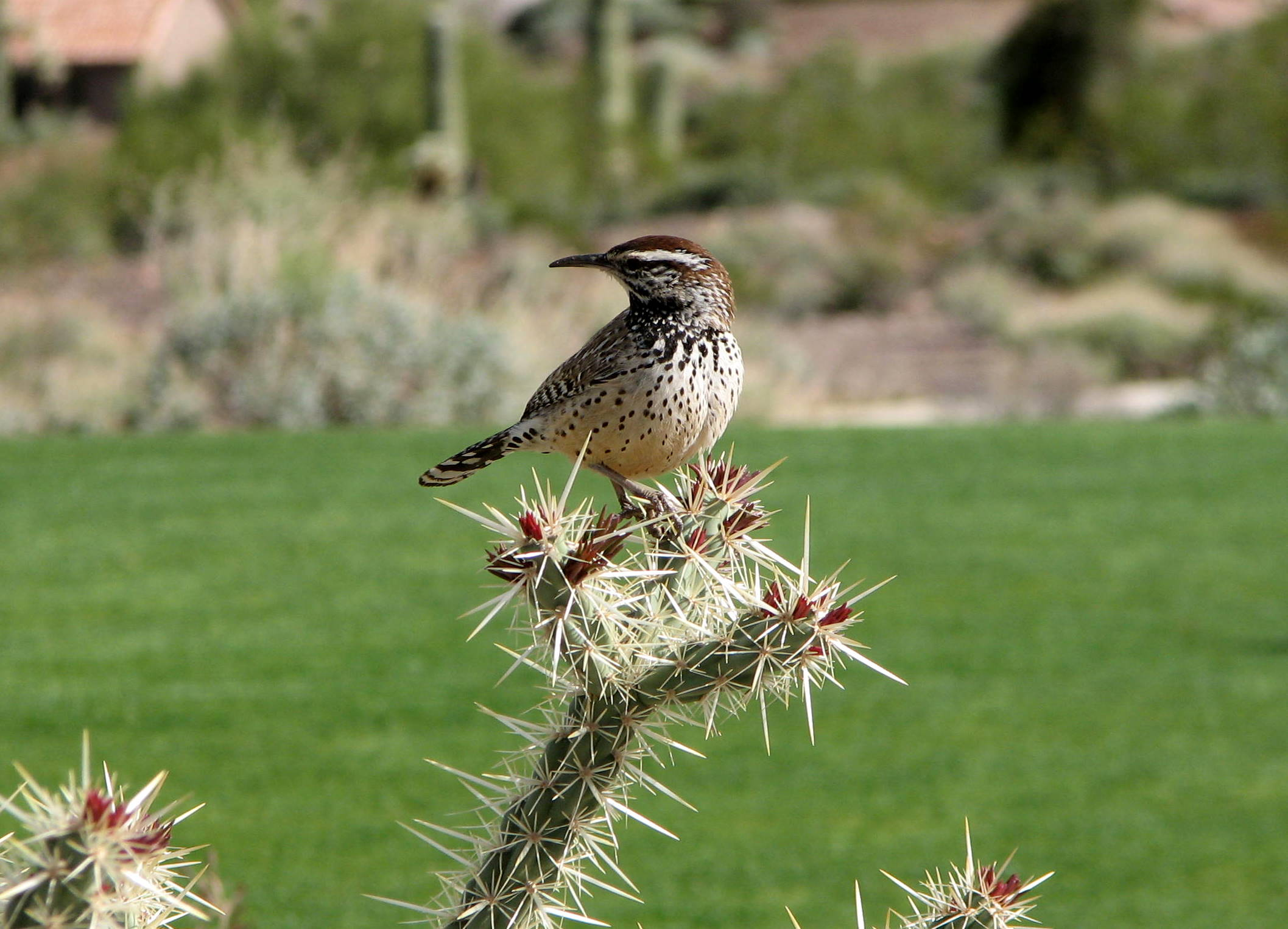